# 다원주의 (정치이론)
고전적 다원주의(classical pluralism)는 정치와 의사결정이 대부분 정부 체제에 위치하지만 많은 비정부 단체가 영향력을 행사하기 위해 자원을 사용한다는 견해이다. 고전적 다원주의의 핵심 질문은 정치적 과정에서 권력과 영향력이 어떻게 분배되는지이다. 개인 집단은 자신의 이익을 극대화하려고 노력한다. 권력은 경쟁 집단 간의 지속적인 협상 과정이기 때문에 갈등의 선은 다양하고 변화한다. 불평등이 있을 수 있지만 인구 전체에 걸쳐 자원의 다양한 형태와 분포에 의해 불평등이 분배되고 고르게 되는 경향이 있다. 이러한 관점에 따른 모든 변화는 그룹이 서로 다른 이해관계를 갖고 있고 법률을 파괴하기 위해 "거부권 행사 단체"처럼 행동할 수 있기 때문에 느리고 점진적일 것이다. 다양하고 경쟁적인 이해관계의 존재는 민주적 균형의 기초이며 개인이 목표를 달성하는 데 중요하다.
다두정(성인 인구의 상당 부분 내에서 선거 지원을 놓고 공개적으로 경쟁하는 상황)은 집단 이익 경쟁과 상대적 평등을 보장한다. 다원주의자들은 표현과 조직의 자유와 같은 민권과 적어도 두 정당이 있는 선거 제도를 강조한다. 반면, 이 과정에 참여하는 사람들은 전체 국민의 극히 일부에 지나지 않기 때문에 대중은 주로 방관자 역할을 한다. 이는 두 가지 이유로 반드시 바람직하지 않은 것은 아니다. (1) 정치적 사건으로 인구의 내용을 대표할 수 있거나 (2) 정치적 문제에 일반 시민이 가질 수 없는 지속적이고 전문적인 관심이 필요하다.
다원주의의 중요한 이론가로는 로버트 앨런 달(다원주의 저작인 "Who Governs?"를 쓴 사람), 데이비드 트루먼, 세이무어 마틴 립셋 등이 있다. V-Party 데이터세트의 반다원주의 지수는 민주적 절차에 대한 헌신 부족, 소수의 기본 권리에 대한 무례함, 반대자들의 악마화, 정치적 폭력 수용으로 모델링되었다.

## 같이 보기
- 의사결정
- 외교 정책
- 국제 관계
- 마르크스주의
- 신제도주의
- 샐러드 그릇